# 南房總市
南房總市（日语：／ Minamibōsō shi */?）是千葉縣南部的市，位於安房地方西部。往館山市的通勤率達21.0%（平成22年國勢調査）。

## 地理
本市位於房總半島最南端，是房總丘陵三方圍繞的面海地域。屬東京100公里圈內。
行政上，本市圍繞館山市，屬同一生活圈。南房總市可分為內房側的富山、富浦地區，外房側的白濱、千倉、丸山、和田地區，與館山市北方的三芳地區。
雖然市役所位在富浦地區，但千倉地區才是人口最多的區域，也是外房側地區的重心。而南房總市在商業、醫療等方面都十分依賴館山市，另外和田地區與鴨川市連結性強。

### 鄰接自治體
- 館山市
- 鴨川市
- 安房郡：鋸南町

### 人口
| 南房總市人口分布圖 |                                                 |  |
| 南房總市與日本全國年齡別人口分布比較圖 （2005年資料） | 南房總市的年齡、男女別人口分布圖 （2005年資料） |  |
| ■紫色是南房總市 ■綠色是全国 | ■藍色是男性 ■紅色是女性                         |  |
| 南房總市人口變化 \| 1970年 \| 58,801人 \| \| \| 1975年 \| 57,323人 \| \| \| 1980年 \| 55,652人 \| \| \| 1985年 \| 53,748人 \| \| \| 1990年 \| 51,228人 \| \| \| 1995年 \| 48,945人 \| \| \| 2000年 \| 47,154人 \| \| \| 2005年 \| 44,763人 \| \| \| 2010年 \| 42,104人 \| \| \| 2015年 \| 39,033人 \| \| \| 2020年 \| 35,831人 \| \| |                                                 |  |
| 資料來源：日本總務省統計中心提供之人口普查數據 |                                                 |  |
| 1970年 | 58,801人                                        |  |
| 1975年 | 57,323人                                        |  |
| 1980年 | 55,652人                                        |  |
| 1985年 | 53,748人                                        |  |
| 1990年 | 51,228人                                        |  |
| 1995年 | 48,945人                                        |  |
| 2000年 | 47,154人                                        |  |
| 2005年 | 44,763人                                        |  |
| 2010年 | 42,104人                                        |  |
| 2015年 | 39,033人                                        |  |
| 2020年 | 35,831人                                        |  |

全市皆屬過稀地區。

## 沿革

### 歷史
本市所在的安房地區在718年（養老2年）自上總國脫離獨立為安房國。
戰國時代，里見氏在15世紀左右統一安房，並建築館山城作為統治安房國的據點。江戶時代初期的1614年（慶長19年），里見氏改易，此地變為旗本領、天領、小大名領地。
1878年（明治11年）郡區町編制法施行，本地實施郡制。1897年（明治30年）安房郡、平郡、朝夷郡、長狹郡4郡合併成立「安房郡」。
2006年（平成18年）3月20日，安房郡富浦町、富山町、三芳村、白濱町、千倉町、丸山町、和田町合併成立南房總市。

### 合併過程
2000年12月，千葉縣發表「合併推進要綱」，安房地區的合併樣板有「（1）館山市、鴨川市、富浦町、富山町、鋸南町、三芳村、白濱町、千倉町、丸山町、和田町、天津小湊町」「（2）館山市、富浦町、富山町、鋸南町、三芳村、白濱町、千倉町、丸山町、和田町」「（3）鴨川市、和田町、天津小湊町」三種。
因此，包含鴨川市、鋸南町、天津小湊町在內的安房郡市2市8町1村於2002年9月設立任意合併協議會。但因鴨川市背負巨額債務，2003年1月解散。
之後，上述（2）號樣板的1市8町村於2003年4月成立法定合併協議會。新市名透過公開招募，提案為「南房總市」。館山市對於新市名與各町村在合併前大興土木興建公共事業感到不快而退出，2004年4月合併協議會解散。
館山市除外的8町村開始研究合併案，和田町以外的7町村成立「檢討會」。和田町在與鴨川市合併的公投案失敗後加入檢討會，8月改組為法定合併協議會。
之後，鋸南町長因反對8町村合併案而揚言退出，並與町議會對立而辭職。11月的町長改選，原町長再次當選，8町村合併案宣告失敗。
除鋸南町外的7町村於12月設立法定合併協議會，2005年2月8日簽訂合併協定，在經7町村議會與千葉縣議會通過後，於5月13日由總務大臣公告，南房總市正式成立。

## 行政

### 市長
- 石井裕（いしい ゆたか，第三任）

## 產業

### 漁業
- 和田漁港（日语：和田漁港）  - 捕鯨基地
- 千倉漁港（日语：千倉漁港）
- 乙濱漁港（日语：乙浜漁港）

### 農業
- 花（主要在外房地區）、枇杷（富山、富浦地區）

## 教育

### 高等學校
- 千葉縣立安房拓心高等學校（日语：千葉県立安房拓心高等学校）

### 中學校
市立
- 富浦中學校
- 富山中學校
- 三芳中學校
- 白濱中學校
- 千倉中學校（日语：南房総市立千倉中学校）
- 嶺南中學校（日语：南房総市立嶺南中学校）

### 小學校
市立
| - 富浦小學校 - 富山小學校 - 三芳小學校 - 白濱小學校 | - 千倉小學校 - 南小學校 - 丸小學校 | - 南三原小學校 - 和田小學校 |

### 其他
- 國立筑波大學附屬中學校（東京都文京區）富浦寮
- 練馬區立少年自然之家
- 台東區健康學園
- 文京區立岩井學園
- 澀谷區立富山健康學園
- 千葉縣立富浦學園

## 公共設施

### 醫療設施
- 南房總市國保富山醫院
- 三芳醫院

### 運動設施
- 南房總市千倉運動設施
- 富山運動中心

### 文化設施
- 南房總市立千倉圖書館
- 南房總市立富山民俗資料館

## 交通

### 鐵路
東日本旅客鐵道（JR東日本）
- 內房線：岩井站 - 富浦站 - （館山市） - 千倉站 - 千歲站 - 南三原站 - 和田浦站

富浦站是離市役所最近的車站。

### 巴士路線

#### 高速巴士
- 東京線【房總油菜花號（日语：房総なのはな号）】（日東交通（日语：日東交通 (千葉県)）、JR巴士關東）

安房白濱 - 白濱郵便局前 - 潮風王國 - 朝夷商工會 - 千倉站前 - 富浦枇杷倶樂部 - Highway Oasis富樂里⇔東京站（經東京灣跨海公路）
- 新宿線【新宿油菜花號（日语：新宿なのはな号）】（日東交通、JR巴士關東）

富浦枇杷倶樂部 - Highway Oasis富樂里⇔新宿站（經東京灣跨海公路）
- 千葉線【南總里見號（日语：南総里見号）】（館山日東巴士（日语：館山日東バス）、日東交通、千葉城市巴士（日语：ちばシティバス））

白濱野島崎 - 白濱郵便局前 - 潮風王國 - 朝夷商工會 - 千倉站前 - 富浦枇杷倶樂部 - Highway Oasis富樂里⇔木更津羽鳥野BS⇔千葉站 - 千葉中央站 / 千葉港站（經館山自動車道）
木更津羽鳥野BS可換乘往東京站、濱松町 / 東雲車庫行、羽田機場的高速巴士。
- 羽田機場、橫濱線（日東交通、京濱急行巴士）

館山 - 富浦枇杷倶樂部 - Highway Oasis富樂里 - 君津巴士總站⇔羽田機場第1航廈 - 羽田機場第2航廈 - 橫濱站東口BT（經東京灣跨海公路）

#### 一般路線巴士
- 館山日東巴士
- 鴨川日東巴士（日语：鴨川日東バス）
- JR巴士關東

#### 市營巴士

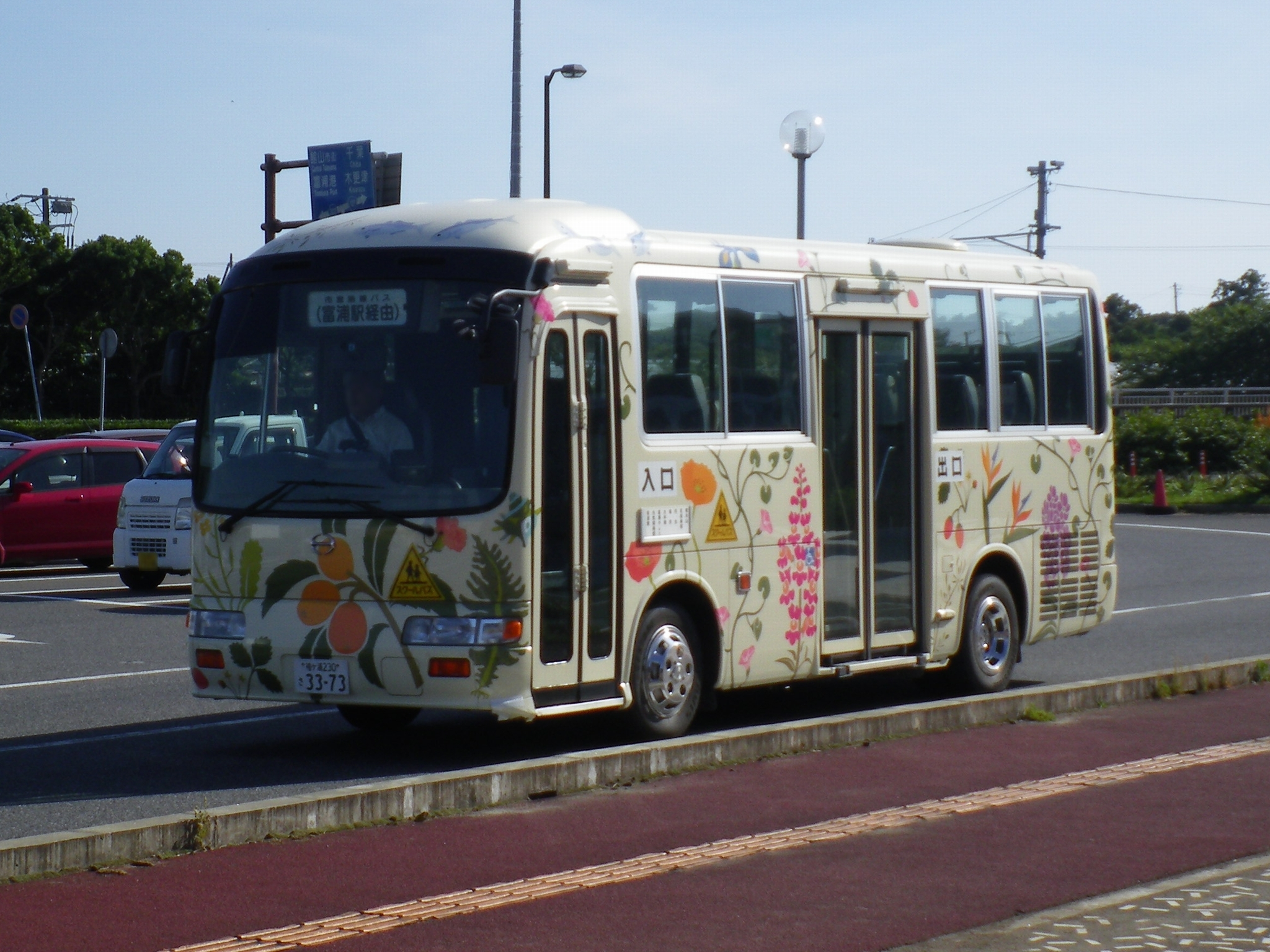
富浦線車輛

- 富浦線

《平日》富浦站 - 丹生、福澤、仲尾澤、青木山 - 富浦站
《周六日》富浦站 - 青木山 （- 大房岬） - 富浦站
- 富山線【TOMI】

荒川、山田、大井橋 - 國保醫院前 - 合戶 - 岩井站 - 小浦 （- 南無谷（なむや）） - 岩井站 - 二部 - 國保醫院前 - 荒川、山田
- 混乘巴士丸山線

千歲站 - 古川 - 丸山支所前 - 市場 - 川谷 - 大井細田
- 混乘巴士北三原線（委託館山日東巴士營運）

南三原站 - 福祉中心前 - 唐作 - 小向水壩 - 上三原

### 道路

#### 收費道路
- 富津館山道路富浦IC

#### 一般國道
- 國道127號（日语：国道127号）
- 國道128號（日语：国道128号）
- 國道410號（日语：国道410号）

#### 主要地方道
- 千葉縣道86號館山白濱線（日语：千葉県道86号館山白浜線）
- 千葉縣道88號富津館山線（日语：千葉県道88号富津館山線）
- 千葉縣道89號鴨川富山線（日语：千葉県道89号鴨川富山線）
- 房總花線（日语：房総フラワーライン）（多條縣道、國道的總稱）

#### 道之驛

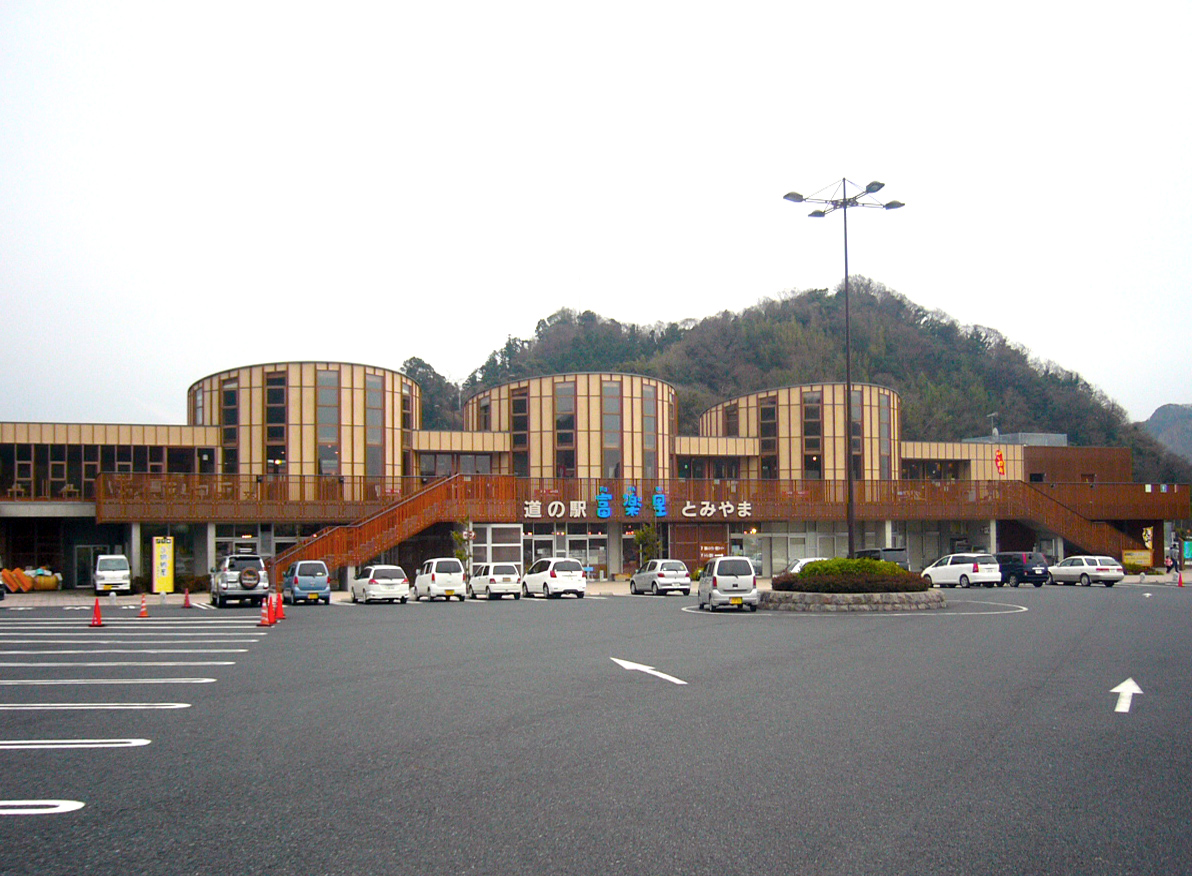
道之驛富樂里富山

- 道之驛富浦（日语：道の駅とみうら）
- 道之驛三芳村（日语：道の駅三芳村）
- 道之驛迷迭香公園（日语：道の駅ローズマリー公園）
- 道之驛櫻·潮風王國（日语：道の駅ちくら・潮風王国）
- 道之驛富樂里富山
- 道之驛大津之里（日语：道の駅おおつの里）
- 道之驛白濱野島崎（日语：道の駅白浜野島崎）
- 道之驛和田浦WA·O!（日语：道の駅和田浦WA・O!）

市內共有7處道之驛，與岐阜縣高山市並列第一。

## 名勝、古蹟、觀光地
- 石堂寺（日语：石堂寺）（天台宗）
- 大聖院（高塚不動）
- 真野寺（真野大黑）
- 瀧田城（日语：滝田城）跡

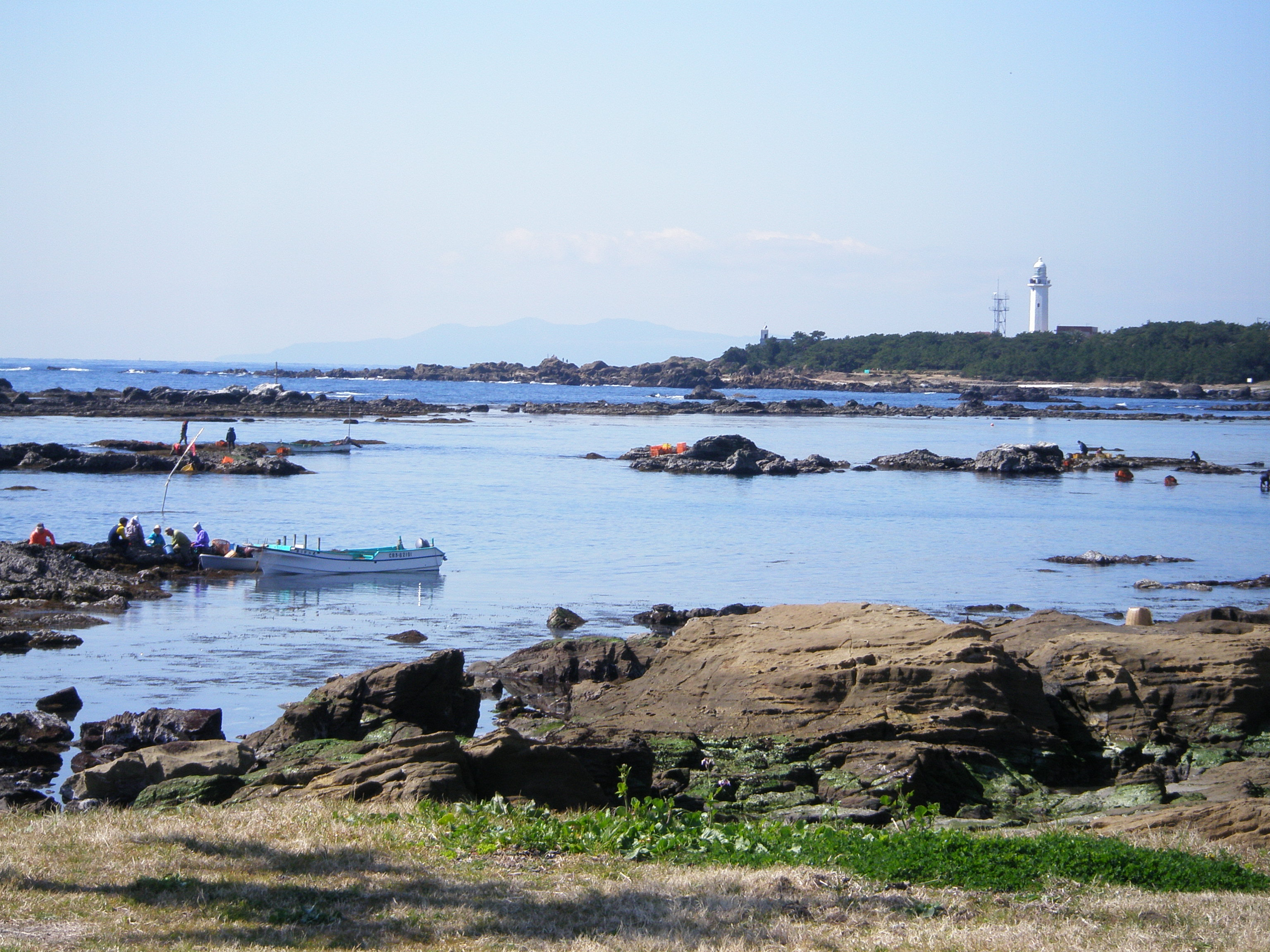
野島崎

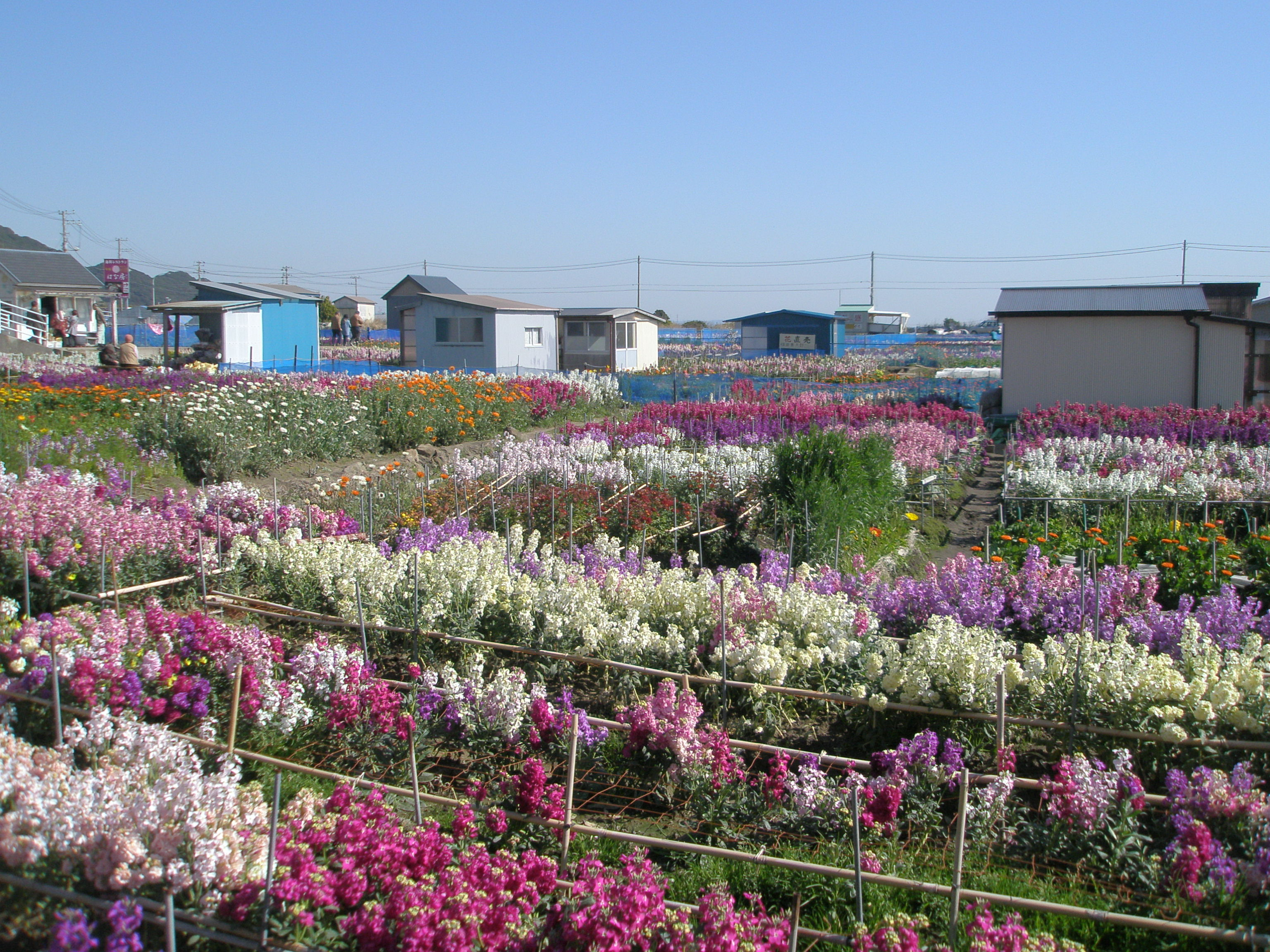
白間津的花田

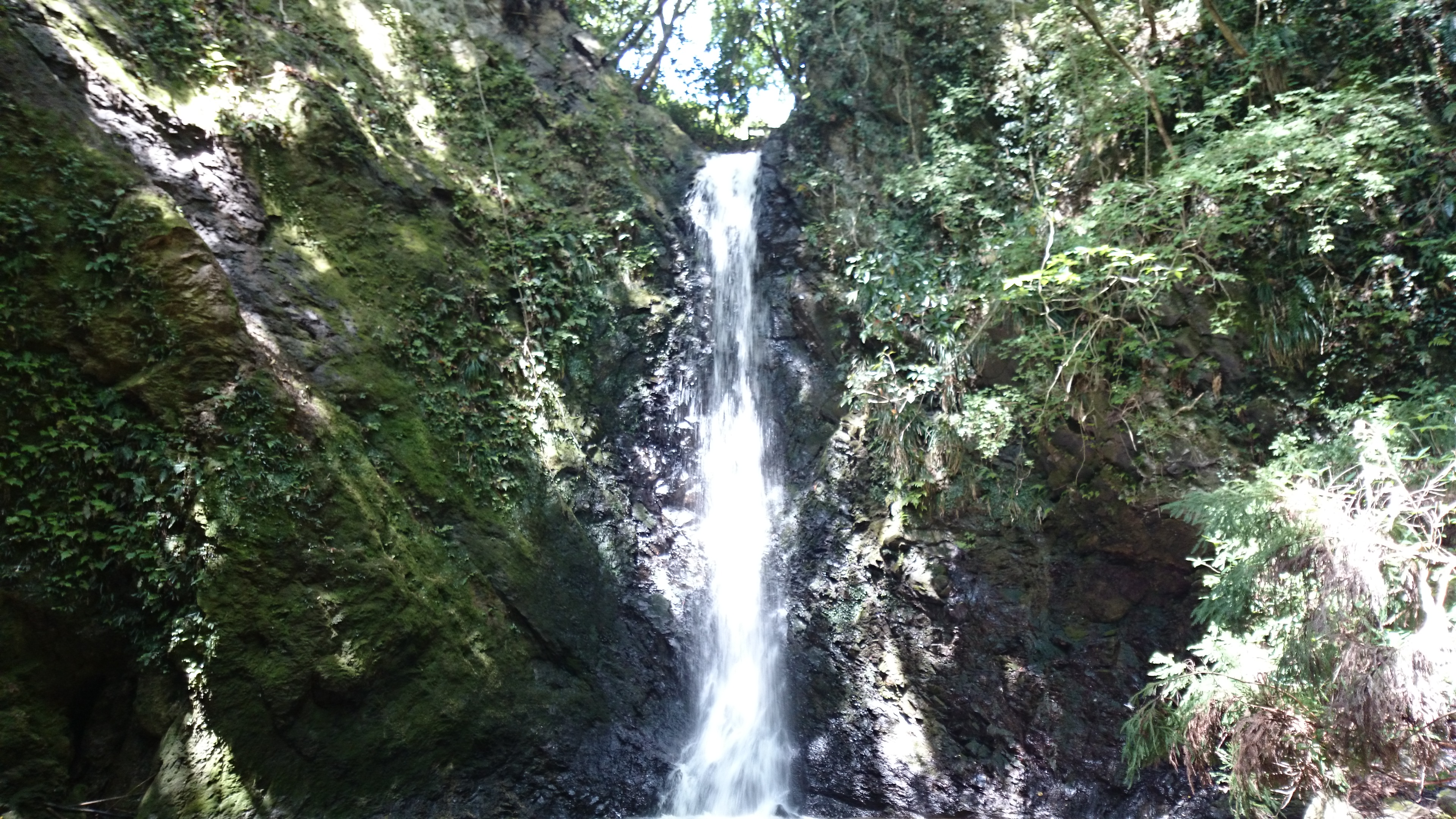
烏場山麓的黑瀧

- 眼鏡橋（日语：眺尾橋）（千葉縣指定有形文化財）
- JR和田浦站車站畫廊
- 道之驛迷迭香公園（日语：道の駅ローズマリー公園） - 莎士比亞鄉村公園（再現英國劇作家莎士比亞出生的房屋）
- 白濱花卉公園
- 野島崎（日语：野島崎）
- 大房岬（日语：大房岬）
- 高塚山
- 伊予岳（日语：伊予ヶ岳）
- 富山（日语：富山 (千葉県)）
- 花嫁街道（烏場山、黑瀧） - 新日本百名山（日语：新日本百名山）
- 濱千鳥歌碑
- 海南神社 - 供奉藤原資盈與料理之神磐鹿六雁命

## 祭典、活動
- 白間津大祭行事（白間津のオオマチ行事，國家重要無形民俗文化財（日语：重要無形民俗文化財））
- 加茂三番叟（千葉縣指定無形民俗文化財）
- 增間御神神事（千葉縣指定無形民俗文化財）
- 加茂花踊（千葉縣指定無形民俗文化財）
- 千倉三番叟（千葉縣指定無形民俗文化財）
- 安房國司祭（安房やわたんまち，千葉縣指定無形民俗文化財）
- 和田浦鯨解體

## 知名人士
- 鈴木收（節目企劃編劇）
- 早川雪洲（演員）
- 德井青空（聲優）
- 高山一實（乃木坂46） － 本市觀光大使（2015年3月 - ）[1]。

## 備註
1. ↑  観光大使に高山一実さん（乃木坂46）を任命！ （页面存档备份，存于） 南房総市公式ウェブサイト・2015年3月19日閲覧

## 外部連結
行政
- 南房總市 （页面存档备份，存于）
- 南房總市的X（前Twitter）
- YouTube上的南房總市頻道

觀光
- 南房總市觀光協會 （页面存档备份，存于）
- 觀光情報 （页面存档备份，存于）